# Nabil Massad
Nabil Massad (en arabe: نبيل مسد), né le 10 avril 1949 à Alexandrie et mort le 15 avril 2022 à Paris 12e, est un acteur franco-égyptien.

## Filmographie sélective

### Cinéma
- 1981 : La Revanche de Pierre Lary
- 1984 : Besoin d'amour de Jerry Schatzberg
- 1989 : L'Union sacrée de Alexandre Arcady
- 1991 : Isabelle Eberhardt de Ian Pringle
- 2001 : Les Rois mages de Didier Bourdon et Bernard Campan
- 2001 : Spy Game, jeu d'espions (Spy Game) de Tony Scott
- 2002 : And Now... Ladies and Gentlemen de Claude Lelouch
- 2003 : Ni pour ni contre (bien au contraire) de Cédric Klapisch
- 2003 : Mafia rouge (Den of Lions) de James Bruce
- 2003 : Code 46 de Michael Winterbottom
- 2005 : Une aventure de Xavier Giannoli
- 2006 : Nouvelle Chance de Anne Fontaine
- 2008 : Taken de Pierre Morel
- 2010 : Coursier de Hervé Renoh
- 2010 : Le Nom des gens de Michel Leclerc
- 2016 : Infiltrator (The Infiltrator) de Brad Furman
- 2016 : L'Élu (Chosen) de Jasmin Dizdar

### Télévision

#### Téléfilms
- 2005 : Dalida, téléfilm de Joyce Buñuel
- 2007 : The Mark of Cain, téléfilm de Marc Munden

#### Séries télévisées
- 1989 : Rintintin junior de Dennis Berry et Clay Borris (1 épisode)
- 1991 : L'Étalon noir (série télévisée) de Laurent Brégeat et Nicholas Kendall (1 épisode)
- 1992 : Force de frappe (2 épisodes)
- 1996 : Troubles (Strangers) : Patron de restaurant
- 1997 : Highlander (série télévisée) (1 épisode)
- 1998 : Frères et flics de Bruno Gantillon (1 épisode)
- 2003 : Den of Lions de James Bruce
- 2005 : Dalida (téléfilm) de Joyce Buñuel
- 2006 : Otages à Bagdad de Jean-Luc Breitenstein
- 2006 : Djihad! de Felix Olivier
- 2008 : 10 Days to War (1 épisodes)